# Christian Lotichius
Pour les autres membres de la famille, voir Lotichius.
Christian Lotichius, né vers 1530 à Niederzell et mort le 20 septembre 1568 à Schlüchtern le vice-abbé du monastère de Schlüchtern et le neveu du réformateur et abbé du même monastère Petrus Lotichius. Il est le frère du poète et érudit Peter Lotich.

## Biographie
Christian Lotichius est le fils du fermier du monastère Hans Lotz, un frère de l'abbé du monastère de Schlüchtern, Petrus Lotichius.
Christian Lotichius étudie à partir de 1547 à l'université de Heidelberg, où il devint magister en 1548, puis à l'université de Wittemberg au moins jusqu'en 1555. Il est ordonné pasteur en 1558, dirige l'école de l'abbaye et y officie comme prêtre. Le couvent étant protestant depuis 1543, il peut épouser Barbara Schulteiß, avec laquelle il a trois enfants. Son petit-fils est l'humaniste, médecin, poète et historiographe allemand Johann Peter Lotichius.
À partir de 1563, Christian Lotichius est coadjuteur (abbé adjoint, vice-abbé) de son oncle et, à partir de 1567 et jusqu'à sa mort, également coadjuteur de l'abbé Siegfried Hettenus (de) (1524-1588).